# Leonardo Vigo Fuccio
Leonardo Vigo Fuccio (Acireale, 2 maggio 1805 – Acireale, 8 dicembre 1882) è stato un politico italiano.
Fu senatore del Regno d'Italia dalla XIII legislatura.
Vigo, appartenente alla famiglia nobiliare dei marchesi di Gallodoro, ricoprì diverse cariche amministrative e politiche.
Fu sindaco di Acireale, presidente dell'amministrazione provinciale di Catania dal 7 settembre 1869 al 4 dicembre 1870, deputato dal 1867 al 1879 e quindi senatore del Regno d'Italia (nomina del 16 marzo 1879).
Nei lavori parlamentari si interessò spesso ai problemi della Sicilia. Era cugino del poeta, scrittore e politico Lionardo Vigo Calanna.